# Presidentvalet i Indonesien 2024

Presidentvalet i Indonesien 2024 inleddes med en första valomgång den 14 februari 2024. Cirka 250 miljoner medborgare hade rösträtt, varav en stor andel var unga. Den sittande presidenten Joko Widodo fick inte ställa upp för en ytterligare mandatperiod eftersom han redan har innehaft ämbetet i två mandatperioder. 
Efter den första valomgången ser det ut som att Prabowo Subianto har vunnit, men det officiella resultatet kommer först i mars 2024. 

## Kandidater
- Anies Baswedan, är en akademiker som under valrörelsen bland annat fokuserat på mänskliga rättigheter och miljöskydd. I motsats till de övriga kandidaterna har han inte uttalat stöd för att flytta huvudstaden från Jakarta till Borneo.
- Prabowo Subianto, är en general och nuvarande försvarsminister, som under de två föregående presidentvalen förlorade mot Joko Widodo. Hans kandidat till vicepresident är Gibran Rakabuming Raka, son till just Joko Widodo. Prabowo har anklagats för kränkningar av mänskliga rättigheter, och har (som enda presidentkandidat) ett förflutet från diktaturen under Suharto, som var hans svärfar.[2]

- Ganjar Pranowo, tillhör det styrande Indonesiska demokratiska partiet för kamp (PDI-P).